# Belgische Brouwers

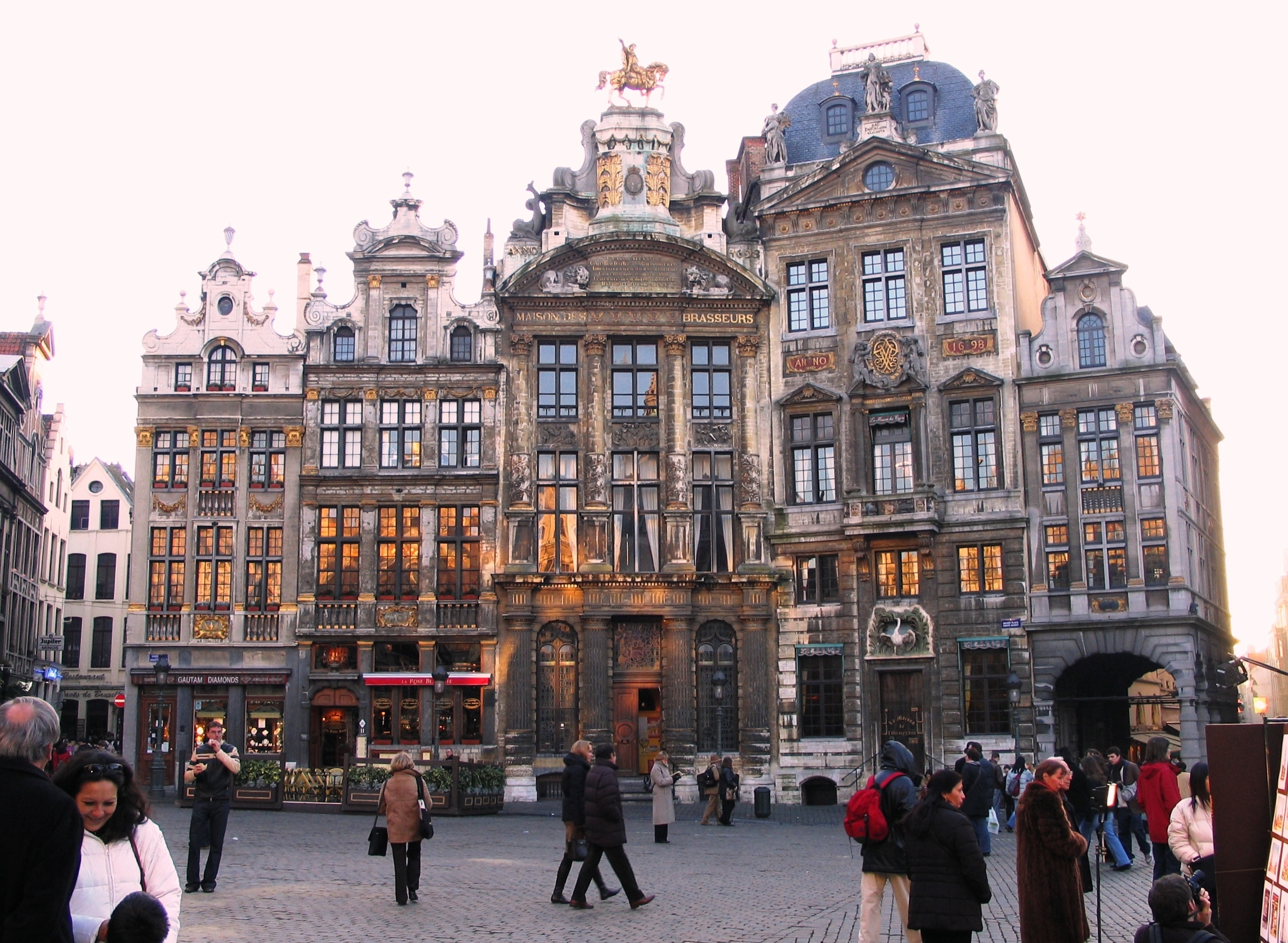
In het midden het Brouwershuis ("Maison des Brasseurs") op de Grote Markt in Brussel.

De Belgische Brouwers is een beroepsvereniging van bierbrouwers. De federatie treedt op als spreekbuis bij de regionale, nationale, Europese en internationale overheden in alle materies aangaande het brouwen.

## Geschiedenis
De vzw Belgische Brouwers is in 2014 opgericht. Het aantal leden steeg van 28 bij de oprichting, over 66 in 2018, tot 379 in 2020. De vereiste van drieduizend hectoliter jaarproductie is in 2018 opgegeven, waardoor het lidmaatschap kon worden verruimd. Toch zijn niet alle Belgische brouwers lid van de federatie.
De voorloper van de organisatie was de Unie van Belgische Brouwers (UBB), en daarvoor de Confederatie der Brouwerijen van België (CBB). Deze confederatie was in 1971 gevormd uit het samengaan van drie beroepsverenigingen: de Algemene Federatie der Belgische Brouwers, het Consortium der Belgische Brouwerijen, en de Vereniging van Kleine en Middelgrote Familiale Brouwerijen van België.

## Leiding
De voorzitter van de federatie is sinds 2014 Jean-Louis Van de Perre, in opvolging van Theo Vervloet (2004-2014).
De directeur is sinds 2021 Krishan Maudgal. Voorgangers waren Nathalie Poissonnier (2018-2021) en Sven Gatz (2011-2014).

## Grote Markt
De vereniging van de Belgische Brouwers heeft haar zetel in het Brouwershuis De Gulden Boom op de Grote Markt te Brussel. Het brouwersgilde werd opgericht in de 14de eeuw en kocht in 1638 Den Gulden Boom. Op dezelfde plek werd in 1698 het huidige gebouw opgericht, naar plannen van de architect Willem de Bruyn. Het Brouwershuis werd in 1951 verworven door de Ridderschap van de Roerstok der Brouwers, die er het Museum van de Belgische Brouwers in onderbracht.